# Andreas Klöden
Andreas Klöden (Mittweida, 22 de junho de 1975) é um ciclista profissional alemão.

## Biografia
Vive em Kreuzlingen, na Suíça. É profissional desde 1998, ano em que entrou na T-Mobile Team (equipa de ciclismo onde ainda hoje se encontra). Desde então já participou em quatro Voltas à França e quatro Voltas à Espanha. A sua especialidade é o contrarrelógio. Ficou em terceiro lugar na Volta da França 2006 a apenas 1m 29s do camisa amarela Floyd Landis e em segundo lugar na Volta da França 2004. Foi medalha de bronze na prova de estrada dos Jogos Olímpicos de Verão de 2000. Assumiu como capitão da equipe T-Mobile após a saída do então Capitão Ian Ulrich. A equipe T-Mobile posteriormente foi extinta e originou a Astana.